# Mattias Svanberg
Mattias Olof Svanberg (ur. 5 stycznia 1999 w Malmö) – szwedzki piłkarz, występujący na pozycji pomocnika w niemieckim klubie VfL Wolfsburg oraz w reprezentacji Szwecji. Wychowanek Malmö FF.